# St-Avit (Aix-en-Othe)

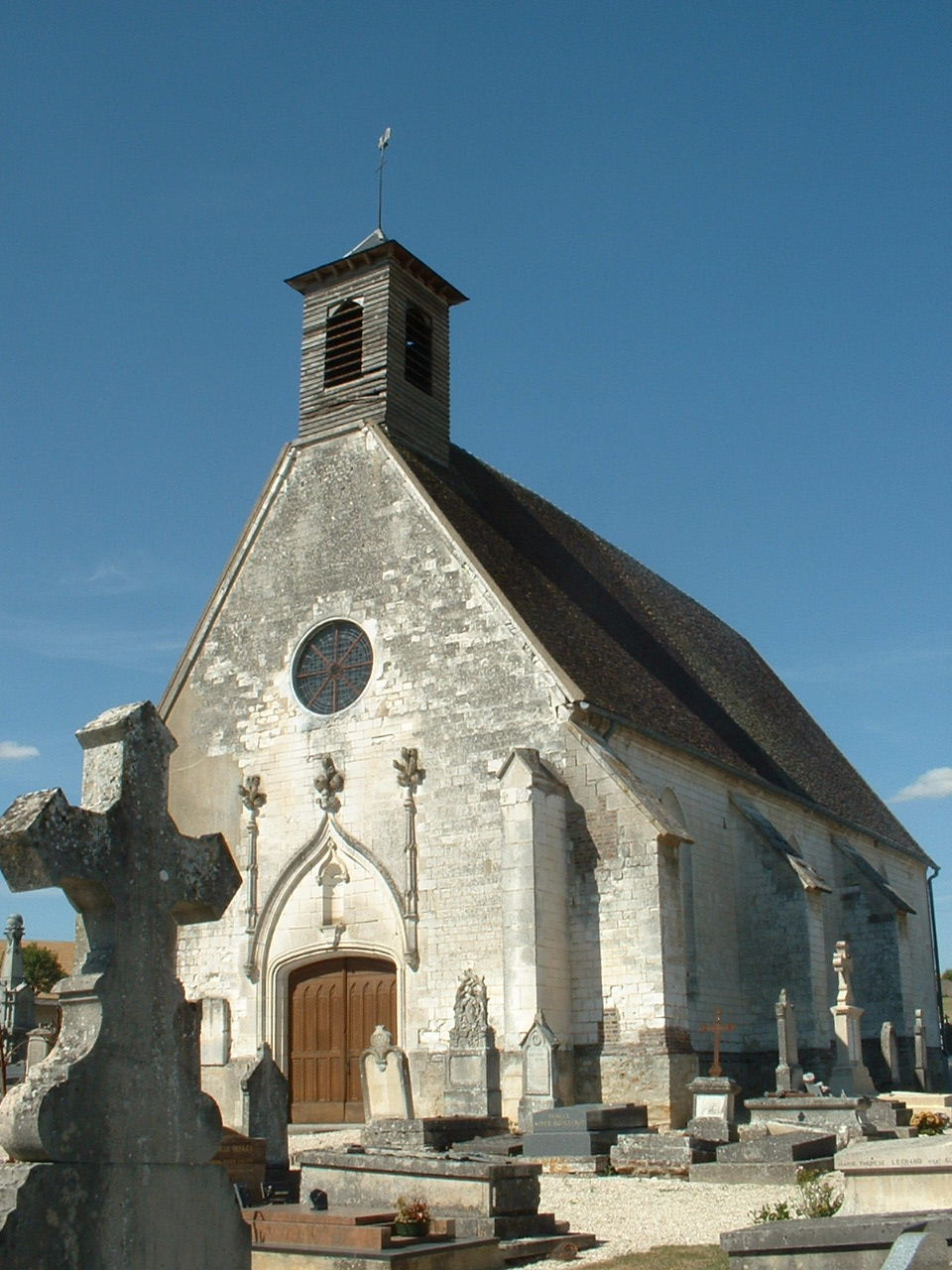
Kapelle St-Avit in Aix-en-Othe

Die Kapelle St-Avit in Aix-en-Othe, einer ehemaligen französischen Gemeinde im Département Aube in der Region Grand Est, wurde im 15./16. Jahrhunderts errichtet. Der spätgotische Kirchenbau ist seit 1975 als Monument historique klassifiziert.

## Geschichte
Die heutige Kapelle, die dem heiligen Avitus von Vienne geweiht ist, war der erste Kirchenbau in Aix-en-Othe. Er wurde im 16. Jahrhundert verändert und nach dem Bau der Kirche Nativité-de-la-Vierge in den Jahren 1580 bis 1620 dem Verfall preisgegeben. In den 1830er und 1840er Jahren wurde der Chor abgerissen und die Portalfassade verändert. Seitdem wird das Gebäude als Friedhofskapelle genutzt.